# Tonight, Not Again: Jason Mraz Live at the Eagles Ballroom
Tonight, Not Again: Jason Mraz Live at the Eagles Ballroom là album trực tiếp và DVD của ca sĩ/nhạc sĩ người Mỹ Jason Mraz, phát hành năm 2004. Nó được thu âm vào tháng 10 năm 2003 tại Milwaukee, Wisconsin.

## Danh sách track
CD
1. "Tonight, Not Again" (Keene, Mraz) – 7:55
2. "Not So Usual" (Mraz, Terefe) – 3:33
3. "Dialogue – 0:52
4. "No Doubling Back" (Mraz, Zizzo) – 4:30
5. "You and I Both" (Mraz) – 3:39
6. "Absolutely Zero" (Mraz) – 6:15
7. "1000 Things" (Mraz) – 4:10
8. "Common Pleasure" (Mraz) – 5:18
9. "Curbside Prophet" (Galewood, Mraz, Ruffalo) – 5:13
10. "Sleeping to Dream" (Mraz, Stuart) – 4:13
11. "Unfold" (Mraz) – 8:28
12. "No Stopping Us" (Mraz) – 6:09
13. "The Remedy (I Won't Worry)" (Christy, Edwards, Mraz, Spock) – 3:39
14. "After an Afternoon" (Mraz, Quirolo) – 3:46
15. "Too Much Food" (Mraz) – 8:43

DVD
1. "Tonight, Not Again"
2. "Not So Usual"
3. "Dialogue"
4. "No Doubling Back"
5. "You and I Both"
6. "Absolutely Zero"
7. "1000 Things"
8. "Common Pleasure"
9. "Curbside Prophet"
10. "Sleeping to Dream"
11. "Unfold"
12. "The Right Kind"
13. "No Stopping Us"
14. "The Remedy (I Won't Worry)"
15. "After an Afternoon"
16. "Too Much Food"

## Bảng xếp hạng
Album - Billboard (Bắc Mỹ)
| Năm  | Bảng xếp hạng       | Vị trí |
| ---- | ------------------- | ------ |
| 2004 | Billboard 200       | 49     |
| 2004 | Top Internet Albums | 49     |